# Sampaio (Vila Flor)
Sampaio ist eine Gemeinde (Freguesia) im portugiesischen Kreis Vila Flor. In ihr leben 137 Einwohner (Stand 19. April 2021).